# ツォポ州
ツォポ州（ツォポしゅう）はコンゴ民主共和国の東部州にあり州内を流れるツォポ川から名付けられた。ツォポ州は2006年の会議で設置が決定され、2009年2月後半に実際に設置されたツォポ州はツォポ地域と州都キサンガニから成る筈だったが、2010年10月に中止された。

## 領域
州都はキサンガニで、以下の領域を含む。
- バフワセンデ
- バナリア
- バソコ
- イサンギ
- オパラ
- ウブンドゥ
- ヤフマ

## かつての州
1963年から1966年までは、この地域は上コンゴ州の一部だった。1966年に東部州にツォポ地区とキサンガニ市がそれぞれ併合された。上コンゴ州の歴代知事は以下の人物。
- ～1963年6月26日：ジョージ・グレンフェル（英語版）
- ～1964年:ポール・イソンブマ
- ～1964年8月:フランソワ・アラジャブ
- ～1966年11月5日:ジャン・マリ・アラマザニ

## 参考資料
1. ↑  Blaes, X. (2008年10月). “Découpage administratif de la République Démocratique du Congo”.   PNUD-SIG. 2011年12月9日閲覧。